# نوشتن در فضا

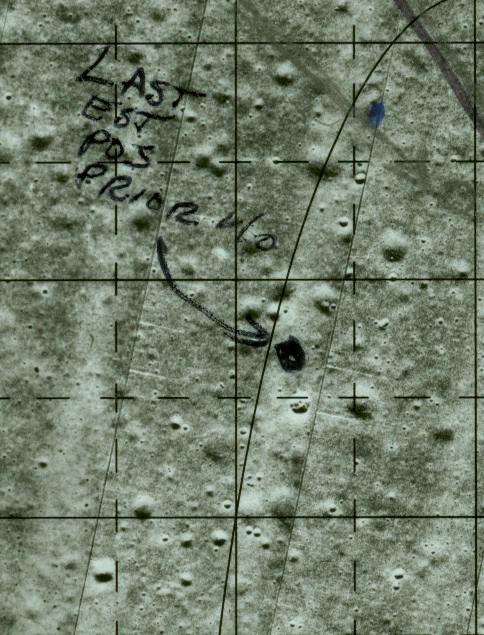
یادداشت‌هایی روی نقشه که توسط مایکل کالینز ماژول فرماندهی با قلم نمدی نوشته شده‌است

ابزارهای مختلفی برای نوشتن در فضای خلاء و ماورای جو از جمله مداد و خودکار استفاده شده‌است. برخی از آنها نسخه‌های اصلاح نشده ابزارهای نوشتاری معمولی بوده‌اند. برخی دیگر به‌طور خاص برای مقابله با مشکلات نوشتن در شرایط خلاء هوا در فضا اختراع شده‌اند.
یک تصور غلط رایج نشان می‌دهد که در مواجهه با این واقعیت که قلم‌های توپی با گرانش صفر نمی‌نویسند، قلم فضایی فیشر به عنوان نتیجه میلیون‌ها دلار هزینه غیر ضروری ناسا ابداع شد. زمانی که اتحاد جماهیر شوروی مسیر ساده‌تر و ارزان‌تری را برای استفاده از مداد انتخاب کرد و قلم را به نمونه‌ای از مهندسی برتر ارائه کرد.

## الزامات نوشتن
وجود خلاء در فضا برای ثبت مستندات به شکل زمینی مشکلات متعدد جدی ایجاد می‌کند:

### کنترل آلودگی
همانند زیردریایی‌های قبلی، کپسول‌های فضایی محیط‌های بسته‌ای هستند که مشمول الزامات آلودگی شدید هستند. مطالب دریافتی از نظر تهدیدات مأموریت بررسی می‌شود. هرگونه چوب، گرافیت، و بخارات و قطرات جوهر، ممکن است در فضا یک خطر باشد. در مورد یک کپسول خدمه‌دار، حجم چرخش بسیار کوچکتر، همراه با گرانش ریز و مشکل حتی بیشتر در تأمین مجدد، این نیازها را حتی بحرانی‌تر می‌کند.

### تضمین مأموریت و سوابق کیفیت
الزامات مستندسازی در فضا با مقررات و قوانین سختگیرانه بسیاری همراه است، چه رسد به پروازهای فضایی خدمه‌دار که تهدیدات بیشتری دارد. تولید پایین و نرخ پرواز به‌طور کلی منجر به ناسازگاری بالا می‌شود.

### فشار و دما
در سطح دریا، درجه حرارت توسط جو غلیظ تعدیل می‌شود. با کاهش فشار هوا، دما می‌تواند به‌طور چشمگیری نوسان کند. بسیاری از مأموریت‌های اولیه خدمه با فشار کمتر از استاندارد عمل می‌کردند تا تنش‌ها (و در نتیجه، جرم) کپسول‌های خود را کاهش دهند. بسیاری از آنها قفل هوای جداگانه‌ای نداشتند، در عوض در برخی مواقع کل کابین را در معرض خلاء سخت قرار می‌دادند.

## ابزار نوشتن

### مداد
در حالیکه ادعا می‌شود گرافیت به دلیل سوزاندن و هدایت الکتریسیته یک ماده خطرناک در فضا است، دو واقعیت این خطر را کاهش می‌دهد:
1. گرافیت موجود در مدادها در طول ساخت «سرب» با خاک رس مخلوط می‌شود تا شکل خود را حفظ کند و تنها در دمای بیش از ۱٬۰۰۰ درجه سلسیوس (۱٬۸۳۲ درجه فارنهایت) می‌سوزد.[۱]
2. مقدار ذرات گرافیت که واقعاً در طول نوشتن گاه به گاه تولید می‌شود، برای ایجاد یک خطر الکتریکی بسیار کم است.

### خودکار
قلم‌های توپی توسط برنامه‌های فضایی شوروی و سپس روسیه به عنوان جایگزینی برای مدادهای گریس و همچنین ناسا و اسا استفاده شده‌است. خودکارها ارزان هستند و از کاغذ استفاده می‌کنند (که به راحتی در دسترس است) و نوشتن با خودکار ماندگارتر از مدادهای گرافیتی و گریس است که باعث می‌شود قلم توپی برای کتاب‌های ثبت و یادداشت‌های علمی مناسب‌تر باشد. با این حال، جوهر پاک نشدنی است و بسته به ترکیب، در معرض گازهای خروجی و تغییرات دما است.

#### قلم فضایی فیشر
قلم فضایی فیشر یک قلم توپی با شارژ گاز است که ناهموار است و در شرایط متنوع تری مانند جاذبه صفر، خلاء و دماهای شدید کار می‌کند. جوهر تیکسوتروپیک و کارتریج بدون دریچه آن هیچ بخار قابل توجهی در دماهای معمول و فشارهای پایین آزاد نمی‌کند. جوهر توسط نیتروژن فشرده با فشار تقریباً ۳۵ پوند بر اینچ مربع (۲۴۰ کیلوپاسکال) خارج می‌شود. و در ارتفاعات تا ۱۲٬۵۰۰ فوت (۳٬۸۰۰ متر) کار می‌کند و در دماهای −۳۰–۲۵۰ درجه فارنهایت (−۳۴–۱۲۱ درجه سلسیوس). با این حال، گرانتر از جایگزین‌های ذکر شده‌است. هم توسط ناسا و هم فضانوردان شوروی/روسی در ماموریت‌های آپولو، شاتل، میر و ایستگاه فضایی بین‌المللی استفاده شده‌است.